# Марсіанська наукова лабораторія
Mars Science Laboratory (скорочено MSL, Марсіанська наукова лабораторія) — успішна місія НАСА з доставки на Марс й експлуатації марсохода нового покоління «К'юріосіті» (англ. Curiosity — цікавість, допитливість), який оснащено хімічною лабораторією в кілька разів більшою й важчою, ніж у попередніх марсоходів «Спірит» і «Оппортьюніті».

## Загальна характеристика
Апарат повинен за кілька місяців пройти від 5 до 20 км і здійснити повноцінний аналіз марсіанських ґрунтів і компонентів атмосфери. Космічний корабель доставки було обладнано допоміжними ракетними двигунами для точнішої контрольованої посадки, які раніше для спуску марсоходів не використовувалися. Метою експедиції є визначення життєпридатності Марса, вивчення його клімату та планетології, а також збір даних для майбутнього польоту людини на цю планету. У розробці апарата крім НАСА взяли участь також Caltech і JPL. Назву Curiosity було обрано 2009 року шляхом інтернет-голосування серед варіантів, запропонованих школярами.
Запуск апарата до Марса здійснено 26 листопада 2011 року. Він успішно приземлився на Марс 6 серпня 2012 року о 05:31 UTC (08:31 за київським часом) у кратері Ґейла.
Фахівці американського космічного агентства НАСА вирішили надіслати марсохід у кратер Ґейла. У цій величезній воронці добре проглядаються глибинні шари марсіанського ґрунту, що розкривають геологічну історію червоної планети. Плановий термін служби на Марсі становить 1 марсіанський рік (686 земних днів), однак за сприятливих обставин можна сподіватися набагато довшого терміну.

## Завдання та цілі місії
MSL має чотири основні цілі:
- З'ясувати, чи існувало коли-небудь життя на Марсі.
- Отримати докладні відомості про клімат Марса.
- Отримати докладні відомості про планетологію Марса.
- Здійснити підготовку до висадки людини на Марс.

Для досягнення цих цілей перед MSL поставлено вісім основних завдань:
- Виявити та встановити природу марсіанських органічних вуглецевих сполук.
- Виявити речовини, необхідні для існування життя: вуглець, водень, азот, кисень, фосфор, сірку.
- Виявити можливі сліди перебігу біологічних процесів.
- Визначити хімічний склад марсіанської поверхні.
- Встановити процес формування марсіанських каменів і ґрунту.
- Оцінити процес еволюції марсіанської атмосфери в довгостроковому періоді.
- Визначити поточний стан, розподіл і кругообіг води та вуглекислого газу.
- Встановити спектр радіоактивного випромінювання на поверхні Марса.

## Характеристики

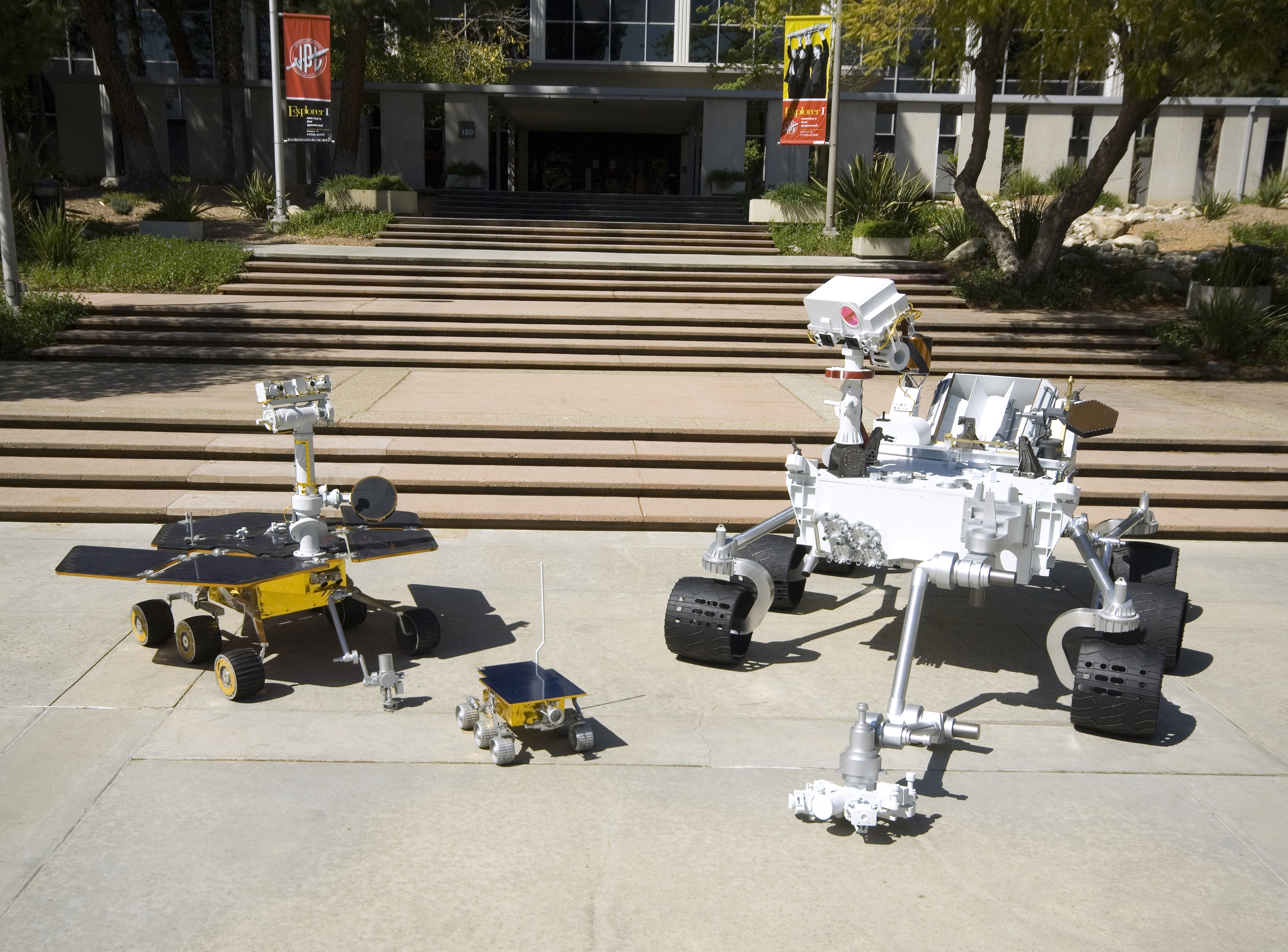
Порівняння марсоходів «К'юріосіті», «Спірит» і «Соджорнер»

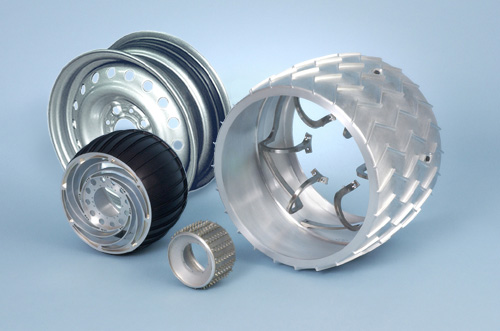
Колеса марсоходів порівняно з 14-дюймовим автомобільним диском

Космічний апарат складався з трьох модулів — перельотного, посадкового й ровера-марсохода. Маса космічного апарата — 3,4 т, ровера — 930 кг, маса наукової апаратури, встановленої на ровері — 80 кг.
Марсохід «К'юріосіті» 3 м завдовжки, 2,1 м заввишки (з розкладеною камерою) і 2,7 м завширшки. Діаметр коліс становить приблизно 51 см. Маса марсохода — 900 кг (зокрема, 80 кг дослідницького устаткування).
На поверхні Марса марсохід здатен долати перешкоди до 75 см заввишки. Максимальна очікувана швидкість на пересічній місцевості становить 90 м/год у разі автоматичної навігації. Середня же швидкість становитиме 30 м/год. Очікується, що за час дворічної місії MSL здолає не менше 19 км.
Конструкція апарата подібна до тих, що застосовувалися раніше — платформа з науковими приладами на шести колесах, кожне з яких має свій електродвигун. Два передні й два задні колеса повертаються, що дасть апарату змогу розвертатися на 360° на місці. Новий марсохід втричі важчий за попередні марсоходи й набагато дорожчий — коштує 2,3 мільярда доларів. Замість сонячних батарей як джерело енергії використано радіоізотопний термоелектричний генератор (РІТЕГ, англ. Radioisotope thermoelectric generator), що дає змогу позбутися проблеми запилення панелей сонячних батарей і простоїв апарата в нічний час. Обраний багатоцільовий радіоізотопний термоелектричний генератор (англ. Multi-Mission Radioisotope Thermoelectric Generator) нового покоління здатен забезпечувати марсохід енергією протягом 14 років.

## Порівняння «Mars Science Laboratory» з іншими марсоходами

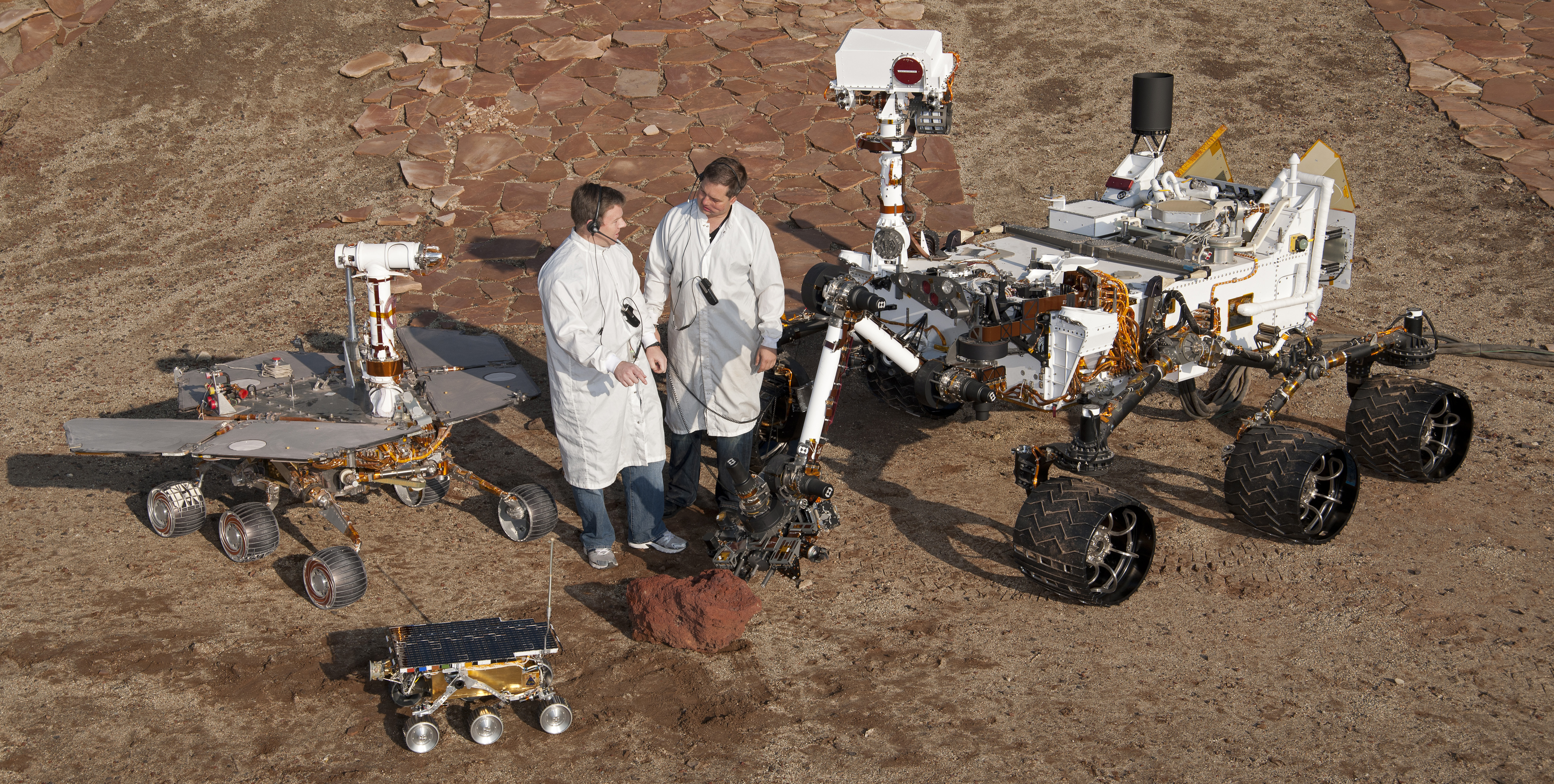
Моделі трьох марсоходів у порівнянні: «Соджорнер» (найменший), «Оппортьюніті» (середній), «К'юріосіті» (найбільший)

|                                  | К'юріосіті      | MER             | Sojourner       |
| -------------------------------- | --------------- | --------------- | --------------- |
| Запуск                           | 2011            | 2003            | 1996            |
| Маса (кг)                        | 899             | 174             | 10,6            |
| Розміри (у метрах, Д × Ш × В)    | 3,1 × 2,7 × 2,1 | 1,6 × 2,3 × 1,5 | 0,7 × 0,5 × 0,3 |
| Енергія (кВт/сол)                | 2,5—2,7         | 0,3—0,9         | < 0,1           |
| Наукові інструменти              | 10              | 5               | 4               |
| Максимальна швидкість (см/сек)   | 4               | 5               | 1               |
| Передача даних (МБ/добу)         | 19—31           | 6—25            | < 3,5           |
| Продуктивність (MIPS)            | 400             | 20              | 0,1             |
| Пам'ять (МБ)                     | 256             | 128             | 0,5             |
| Розрахунковий район посадки (км) | 20 × 7          | 80 × 12         | 200 × 100       |

## Дослідницькі прилади

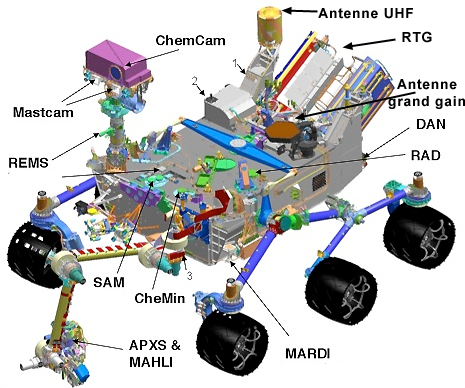
Інструменти. Компонування.

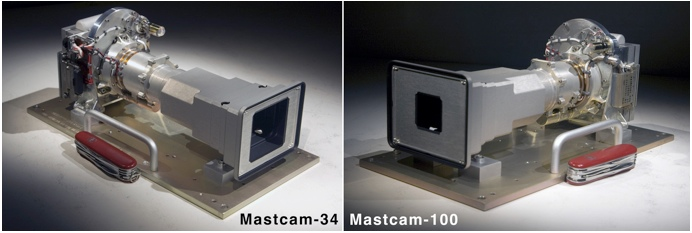
Дві камери з системи MastCam у порівнянні з Швейцарським армійським ножем.

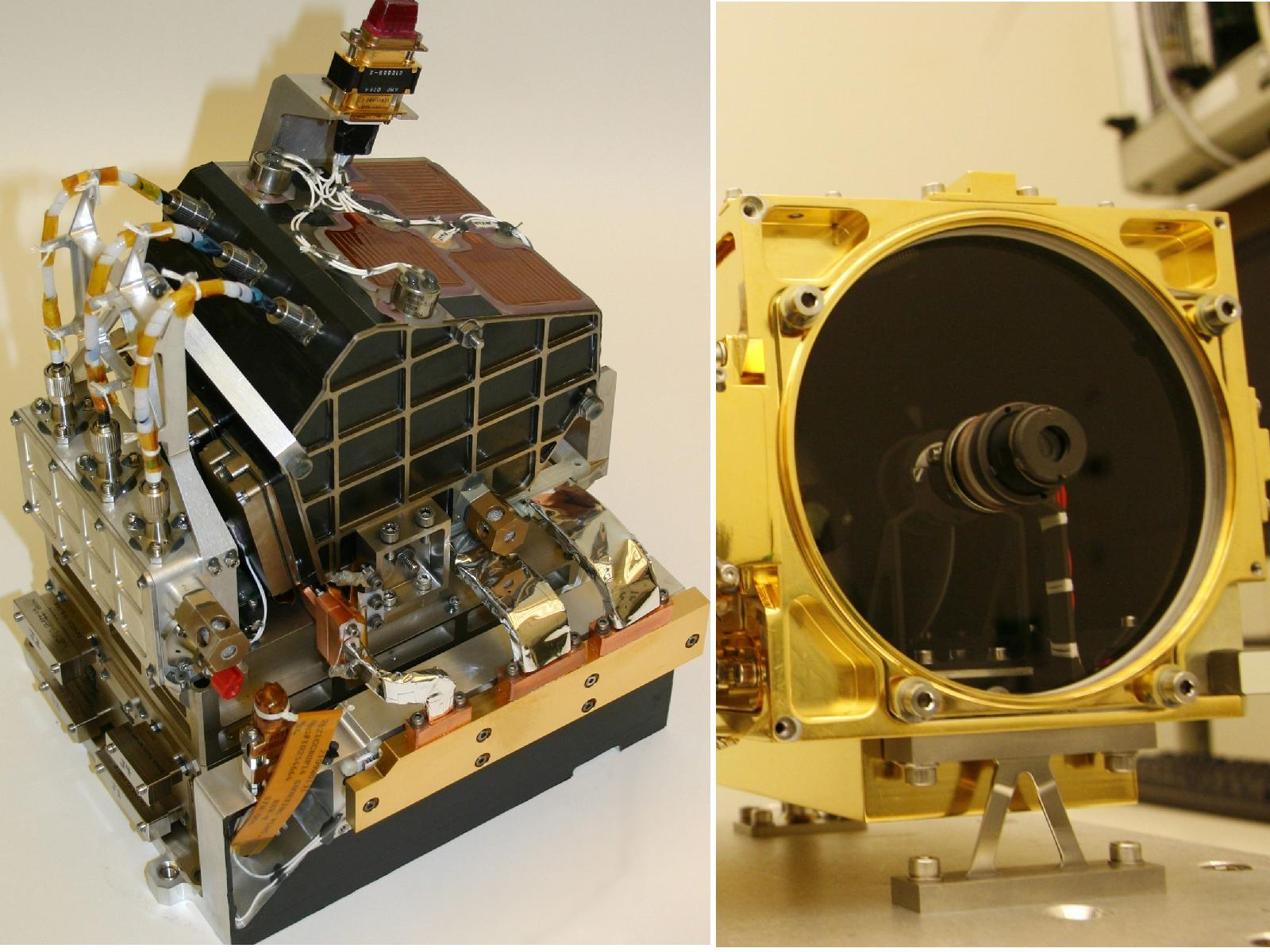
Спектрометр (ліворуч), лазерний телескоп (праворуч) у центрі. (ChemCam)

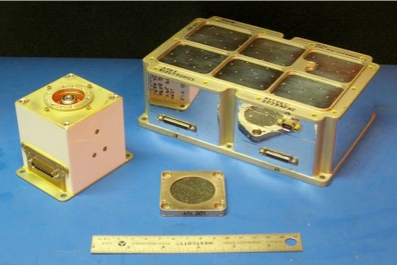
Верхівка датчика (ліворуч) і електроніка (праворуч) APXS.

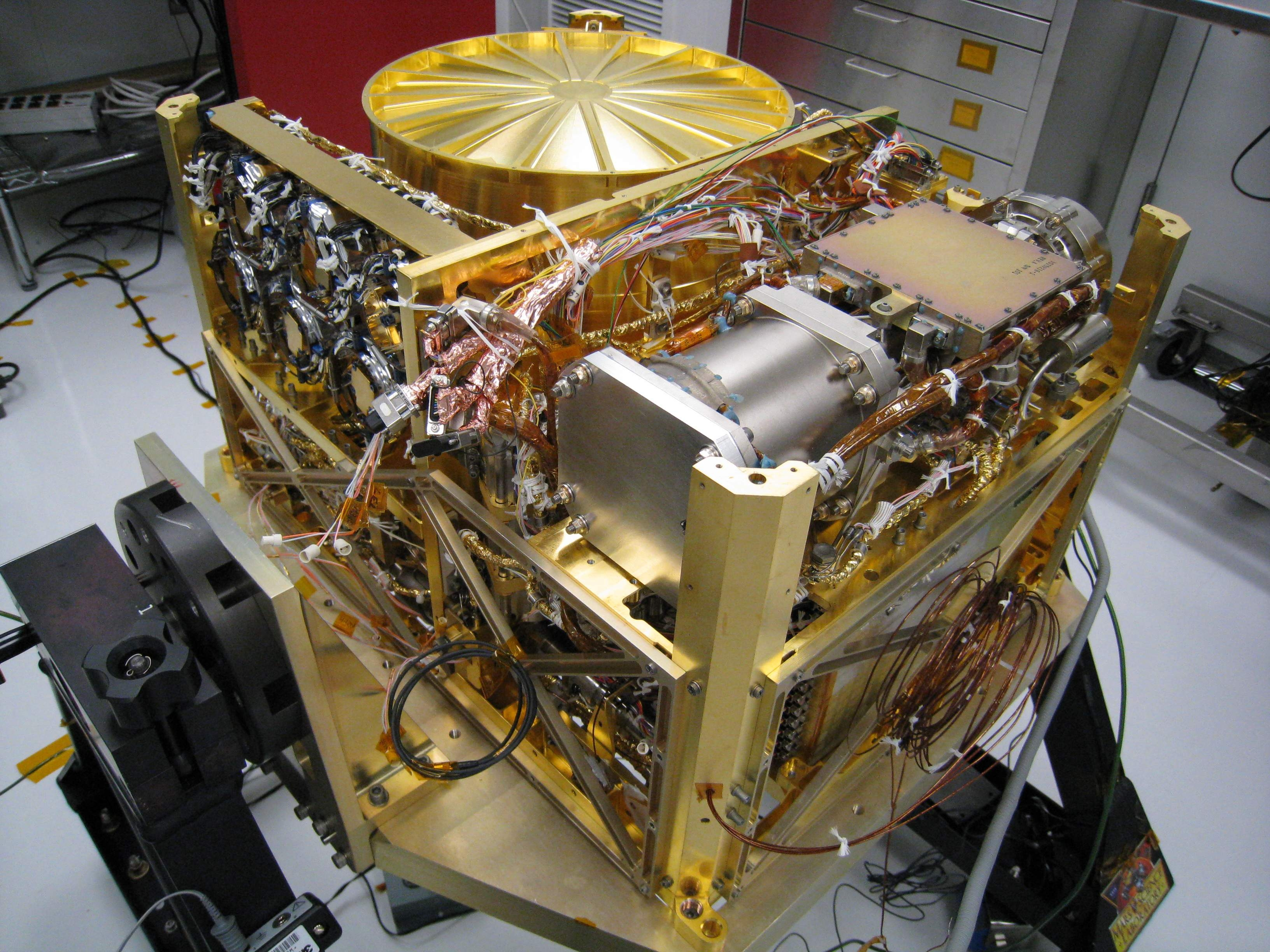
SAM на тестуванні.

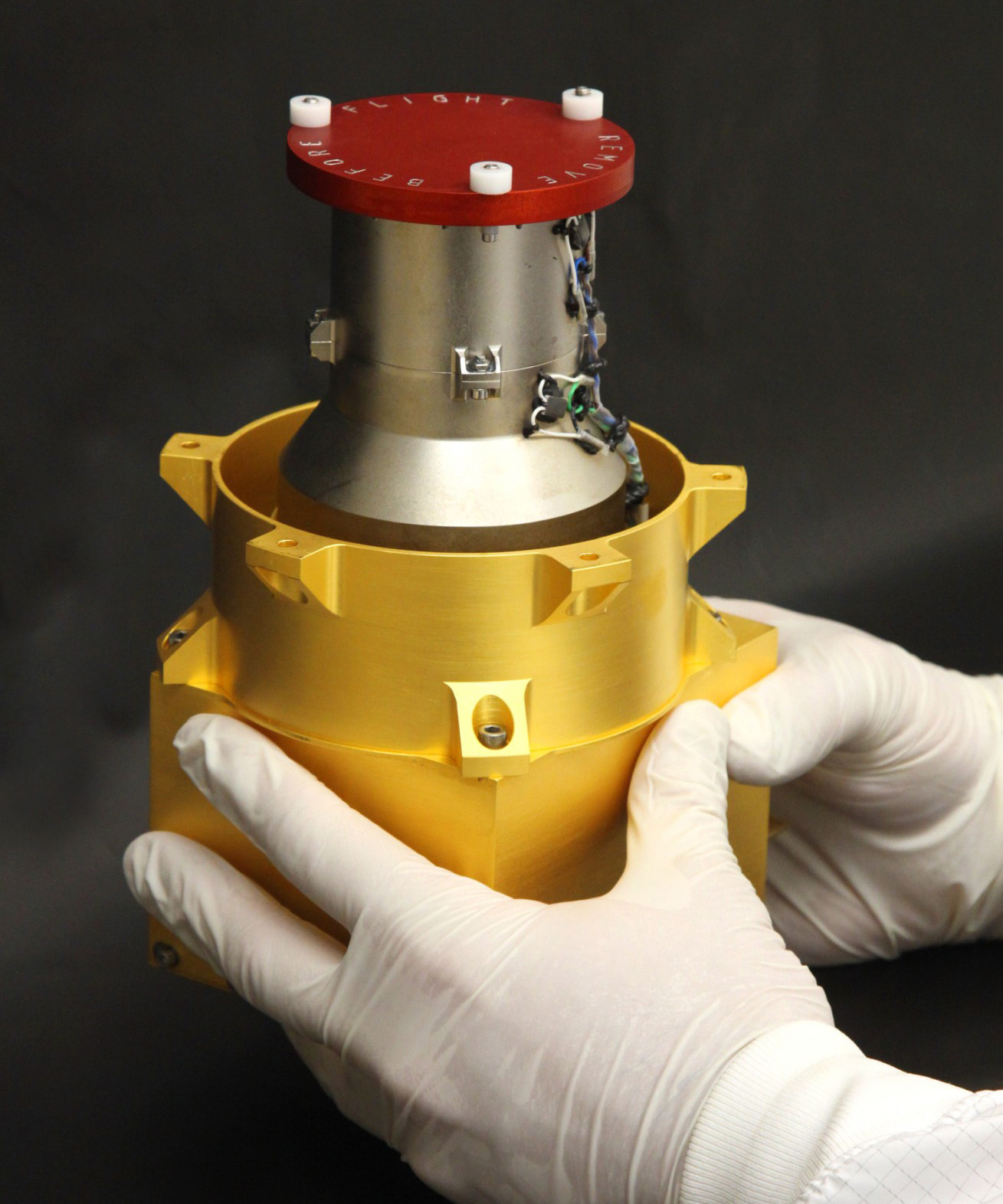
Інструмент RAD.

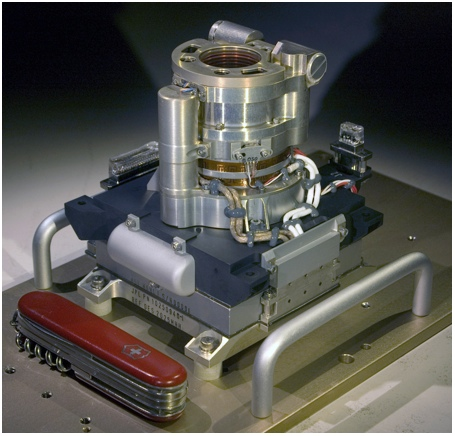
Камера MAHLI.

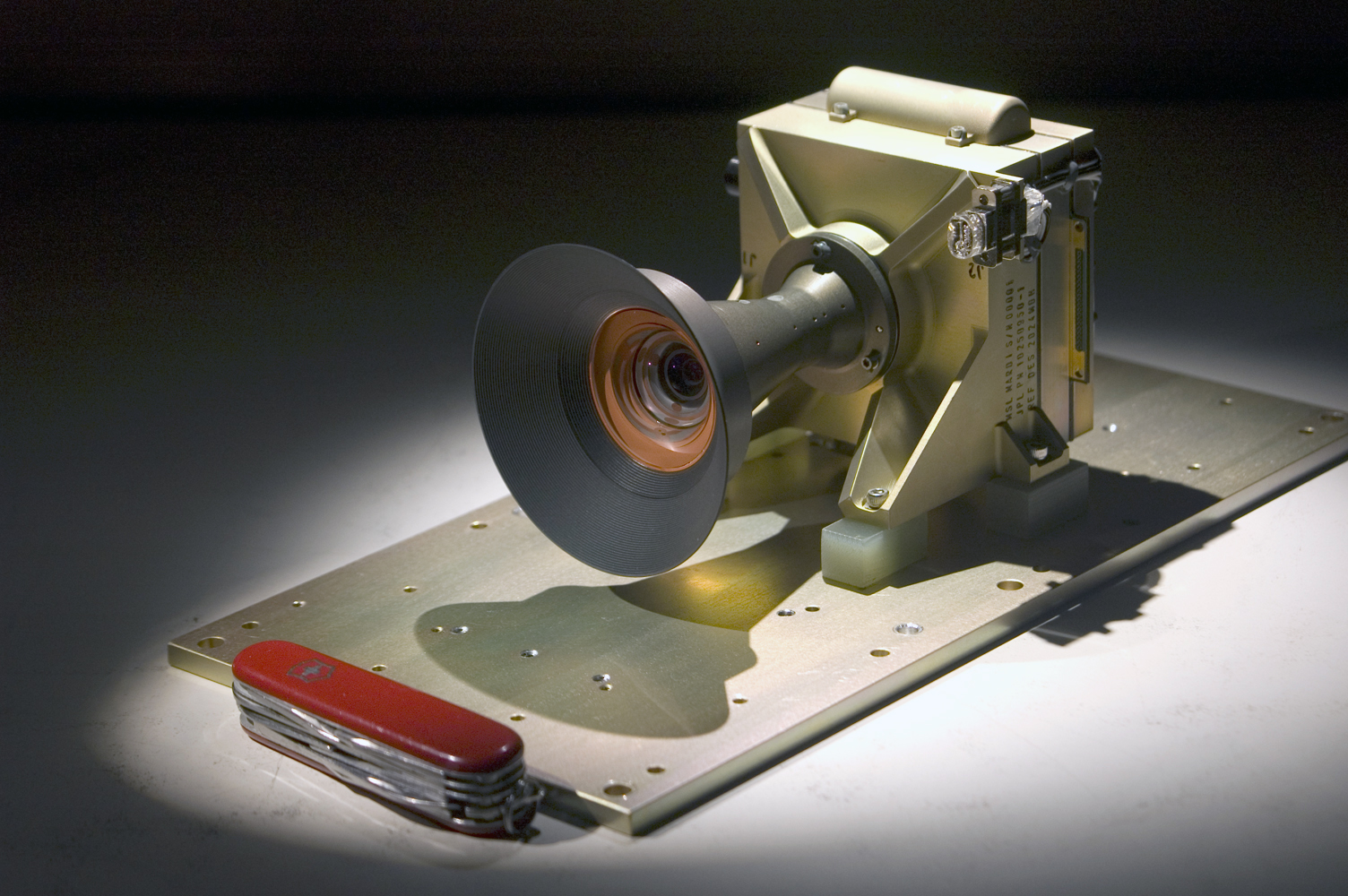
Камера MARDI порівняно з Швейцарським армійським ножем.

Наукові прилади апарата дають змогу ефективно виявляти органічні молекули й визначати їх структуру, а також зондувати товстий шар ґрунту в пошуках слідів води за допомогою нейтронного детектора, створеного Роскосмосом. За допомогою інфрачервоного лазера можна буде видаляти з мінералів зайві нашарування (пил, продукти корозії) й одразу здійснювати лазерний хімічний аналіз на відстані до 10 метрів. «Серце» наукової апаратури — прилад SAM. Він буде визначати хімічний склад ґрунту й шукати в ньому органічні молекули. Цей прилад буде передавати п'яту частку всіх даних з Марса.
Список основних приладів на марсоході:
- Три спеціальні камери було розроблено компанією Malin Space Science Systems. Вони використовують однакові компоненти, зокрема модуль обробки зображень, світлочутливі елементи (ПЗС-матриці — 1600 × 1200 пікселів) та RGB-фільтри Байєра.

1. MastCam: Система складається з двох камер, і містить багато спектральних фільтрів. Можливе отримання знімків у природних кольорах розміром 1600 × 1200 пікселів та відео з роздільною здатністю 720p (1280 × 720), апаратною компресією та з частотою до 10 кадрів на секунду. Перша камера (Medium Angle Camera — MAC), має фокусну відстань 34 мм і 15-градусне поле зору, 1 піксель дорівнює 22 см на відстані 1 км. Друга камера (Narrow Angle Camera — NAC) має фокусну відстань 100 мм, 5,1-градусне поле зору, 1 піксель дорівнює 7,4 см на відстані 1 км. Кожна камера має по 8 Гб флеш-пам'яті, яка здатна зберігати більше 5500 необроблених зображень, є підтримка JPEG-компресії й стискання без втрати якості. В обох камерах є функція автоматичного фокусування, яка дає змогу їм сфокусуватися на об'єктах, від 2,1 м до нескінченності. Попри наявність у виробника конфігурації з трансфокатором, камери не мають зуму, оскільки часу для тестування не залишалося. Кожна камера має вбудований фільтр Баєра RGB і по 8 ІЧ-фільтрів. У порівнянні з панорамної камерою, яка стоїть на «Спірит» і «Оппортьюніті» (MER) і отримує чорно-білі зображення розміром 1024 × 1024 пікселів, камера MAC MastCam має кутовий дозвіл в 1,25 рази вище, а камера NAC MastCam — у 3,67 раза вище.

1. Mars Hand Lens Imager (MAHLI): складається з камери, закріпленої на роботизованій руці марсохода й застосовується для отримання мікроскопічних зображень гірських порід та ґрунту. Камера отримує зображення розміром 1600 × 1200 пікселів із роздільною здатністю до 14,5 мкм на піксель. Має фокусну відстань від 18,3 до 21,3 мм і поле зору від 33,8 до 38,5 градусів. Для роботи в темряві є вбудована світлодіодна підсвітка (звичайна біла й ультрафіолетова). Ця камера здатна сфокусуватися на об'єктах від 1 мм. Система може також зробити серію зображень для подальшої обробки знімка. Є можливість зберегти необроблене фото без втрати якості або ж зробити стиснення в JPEG форматі.

1. Mars Descent Imager (MARDI) передавала під час спуску на поверхню Марса кольорове зображення розміром 1600 × 1200 пікселів із витримкою 1,3 мс та з частотою 5 кадрів на секунду. Камера почала знімання на висоті 3,7 км і закінчила на висоті 5 м над поверхнею Марса, знімання тривало близько 2 хвилин. Містить 8 Гб вбудованої пам'яті, яка може зберігати більше 4000 фотографій. Знімки з камери дали змогу побачити навколишній рельєф на місці посадки.

- ChemCam: це набір інструментів дистанційного дослідження, зокрема спектрометр Laser-Induced Breakdown Spectroscopy (LIBS) та камера Remote Micro-Imager (RMI). LIBS генерує 50—75 імпульсів інфрачервоного лазера з довжиною хвилі 1067 нм та загальною тривалістю 5 наносекунд, і фокусується на зразках на відстані до 7 м. Прилад аналізує спектр світла, що випромінюється плазмою зразка, у видимому, ультрафіолетовому й ближньому інфрачервоному діапазонах (240—800 нм). RMI-камера використовує оптику LIBS і дає змогу розгледіти об'єкти розмірами від 1 мм на відстані 10 м, поле зору на таких відстанях становить 20 см. ChemCam було розроблено в Лос-Аламоській національній лабораторії та французькій лабораторії CESR. Вартість ChemCam для НАСА становила близько 10 млн дол., зокрема, перевитрати близько 1,5 млн дол. Роздільна здатність устаткування в 5—10 разів вища, ніж у встановленого на попередні марсоходи. Із семи метрів ChemCam може визначити тип досліджуваної породи (наприклад, вулканічна або осадова), структуру ґрунту й каміння, відстежити домінуючі елементи, розпізнати лід і гідратовані мінерали, дослідити сліди ерозії на каменях і візуально допомогти при дослідженні порід маніпулятором. Інструмент був розроблений Лос-Аламоською національною лабораторією спільно з французькою лабораторією CSR. Розробка була завершена, а обладнання було готове до доставки в Лабораторію реактивного руху в лютому 2008 року.

- Alpha-particle X-ray spectrometer (APXS): рентгенівський спектрометр на альфа-частинках буде опромінювати альфа-частинками зразки й зіставляти спектри в рентгенівських променях для визначення елементного складу породи. Прилад створено Канадським космічним агентством. MacDonald Dettwiler (MDA) — Аерокосмічна канадська компанія, яка будує Canadarm і RADARSAT, несуть відповідальність за проєктування і будівництво APXS. До складу команди з розробки APXS входять представники Університету Гвельфів, Університету Нью-Брансвік, Університету Західного Онтаріо, НАСА, Університет Каліфорнії в Сан-Дієго і Корнелльського університету.

- Collection and Handling for In-Situ Martian Rock Analysis (CHIMRA): CHIMRA являє собою ківш 4 × 7 см, який зачерпує ґрунт. У внутрішніх порожнинах CHIMRA він просівається через сито з осередком 150 мікрон, чому допомагає робота вібромеханізму, зайве видаляється, а на просіювання вирушає наступна порція. Усього проходить три етапи паркану з ковша і просіювання ґрунту. У результаті залишається трохи порошку необхідної фракції, який і вирушає в ґрунтоприймач, на тілі ровера, а зайве викидається. У результаті з усього ковша на аналіз надходить шар ґрунту в 1 мм. Підготовлений порошок вивчають прилади CHEMIN і SAM.

- CheMin: цей спектрометр досліджує хімічний і мінералогічний склад за допомогою рентгенівського флуоресцентного аналізу й рентгенівської дифракції. Chemin дає змогу визначити велику кількість корисних копалин на Марсі. Інструмент було розроблено Девідом Блейком з Ames Research Center та Лабораторії реактивного руху (англ. Jet Propulsion Laboratory) НАСА. Марсохід буде бурити гірські породи, а отриманий порошок збирається інструментом та опромінюється рентгенівськими променями. Дифракція рентгенівських променів різна для різних мінералів, тому картина дифракції дає змогу визначити структуру речовини. Інформацію про світність атомів і дифракційну картину зніматиме спеціально підготовлена E2V CCD-224 матриця розміром 600 × 600 пікселів. У «К'юріосіті» є 27 осередків для аналізу зразків, після вивчення одного зразка осередок може бути перевикористаний, але аналіз буде мати меншу точність через забруднення попереднім зразком. Таким чином у ровера є всього 27 спроб для повноцінного вивчення зразків. Ще 5 запаяних осередків зберігають зразки з Землі[8]. Вони потрібні щоб протестувати працездатність приладу в марсіанських умовах. Для роботи приладу потрібна температура −60 °C, інакше будуть заважати перешкоди від приладу DAN.

- Sample Analysis at Mars (SAM): цей вимірювальний комплекс інструментів є найважчим і найбільшим на марсоході, його маса 38 кг, це майже половина маси всіх наукових приладів на борту. SAM було розроблено й зібрано в Центрі космічних польотів імені Ґоддарда. За допомогою трьох комбінованих сенсорних систем він має відповісти на питання, чи було колись на Марсі середовище, придатне для живих організмів, і чи існує таке середовище на планеті сьогодні. SAM дає змогу аналізувати як тверді зразки, наприклад, зразки ґрунту, так і атмосферний газ, і здатен виявляти та аналізувати органічні сполуки, легкі елементи, а також співвідношення ізотопів в атмосфері. Попередня підготовка зразків відбувається в Sample Manipulation System (SMS), де передбачено численні сита та 74 контейнери. Комплекс має також дві електропечі потужністю 40 Вт із максимальною температурою до 1100 °C, котрі дають змогу виділити леткі речовини з твердих зразків, а також здійснити піроліз органічних сполук. Отриманий газ (чи безпосередньо проба з атмосфери) потрапляє в Chemical Separation and Processing Laboratory (CMPL). Тут є ціла система для подальшої підготовки до вимірювання, що складається з 50 клапанів, 15 вентильних блоків, великої кількості абсорбційних комбінованих фільтрів, змішувачів, сепараторів та насосів. Після такої підготовчої фази газ може бути спрямовано послідовно в один із трьох вимірювальних приладів: газовий хроматограф (GS — Gas Chromatograph), лазерний спектрометр Tunable Laser Spectrometer (TLS) чи квадрупольний мас-спектрометр Quadrupole Mass Spectrometer (QMS). GS використовується для розділення суміші газів на компоненти, які надалі спрямовуються на мас-спектрометр QMS. TLS дає змогу точно визначити відношення ізотопів кисню та вуглецю у вуглекислому газі (CO2) та метані (CH4), і, своєю чергою, дає змогу визначити походження цих газів (біологічне або геохімічне)[9][10][11].

- Radiation assessment detector (RAD): він досліджує радіаційний фон усередині марсохода. Зібрані детектором RAD дані на шляху до планети й на поверхні Марса служитимуть для оцінки рівня радіації в майбутніх місіях. Прилад встановлений практично в самому «серці» ровера і тим самим імітує астронавта, що перебуває всередині космічного корабля. RAD був включений першим із наукових інструментів для MSL, ще на навколоземній орбіті, і фіксував радіаційний фон всередині апарата — а потім і всередині ровера під час його роботи на поверхні Марса. Він збирає дані про інтенсивність опромінення двох типів: високоенергетичних галактичних променів і частинок, що випускаються Сонцем. RAD був розроблений у Німеччині Південно-західним дослідним інститутом (SwRI) позаземної фізики в групі Кільського університету імені Крістіана Альбрехта за фінансової підтримки управління Exploration Systems Mission в штаб-квартирі НАСА та Німеччини.

- Dynamic Albedo of Neutrons (DAN): прилад використовується для виявлення водню, води й льоду на поверхні Марса, складається з імпульсного нейтронного генератора та детектора. Для MSL прилад надано Федеральним Космічним Агентством (Роскосмос). Вартість розробки приладу становила понад 3 млн дол. Є спільною розробкою НДІ автоматики ім. Н. Л. Духова при «Росатомі» (імпульсний нейтронний генератор), Інституту космічних досліджень РАН (блок детектування) і Об'єднаного інституту ядерних досліджень (калібрування)[12][13]. До складу приладу входять імпульсне джерело нейтронів і приймач нейтронного випромінювання. Генератор випромінює в сторону марсіанської поверхні короткі, потужні імпульси нейтронів. Тривалість імпульсу становить близько 1 мкс, потужність потоку — до 10 млн нейтронів з енергією 14 МеВ за один імпульс. Частинки проникають у ґрунт Марса на глибину до 1 м, де взаємодіють із ядрами основних породоутворюючих елементів, внаслідок чого, сповільнюються і частково поглинаються. Частина, що залишилася нейтронів відбивається і реєструється приймачем. Точні виміри можливі до глибини 50—70 см. Крім активного обстеження поверхні Червоної планети, прилад здатний вести моніторинг природного радіаційного фону поверхні (пасивне обстеження)[14].

- Rover environmental monitoring station (REMS): метеорологічний комплекс приладів для вимірювання атмосферного тиску, вологості, напряму вітру, повітряних і наземних температур, ультрафіолетового випромінювання. REMS дасть нові уявлення про місцевий гідрологічний стан, про руйнівний вплив ультрафіолетового випромінювання й про можливі ознаки життя в поверхневому ґрунті планети. Дослідницька група на чолі з Хав'єром Гомес-Ельвіром, Центру астробіології (Мадрид) включає Фінський метеорологічний інститут як партнера. Установили її на щоглу камери для вимірювання атмосферного тиску, вологості, напрямку вітру, повітряних і наземних температур, ультрафіолетового випромінювання. Усі датчики розташовані в трьох частинах: дві стріли приєднані до марсоходу, Remote Sensing Mast (RSM), Ultraviolet Sensor (UVS) знаходиться на верхній щоглі марсохода, і Instrument Control Unit (ICU) всередині корпусу.

- MSL entry descent and landing instrumentation (MEDLI): оОсновною метою приладу було вивчення атмосферного середовища на Марсі під час спуску після гальмування й відокремлення теплозахисного екрану. Саме в цей період були зібрані необхідні дані про марсіанську атмосферу. Ці дані будуть використані в майбутніх місіях. Прилад складається з трьох основних вузлів: MEDLI Integrated Sensor Plugs (MISP), Mars Entry Atmospheric Data System (MEADS) і Sensor Support Electronics (SSE).

- Hazard avoidance cameras (Hazcams): марсохід має дві пари чорно-білих навігаційних камер, розташованих з боків апарата. Вони застосовуються для оцінки небезпеки під час пересування марсоходу і для безпечного наведення маніпулятора на зразки каміння й ґрунту. Камери роблять 3D зображення (поле зору кожної камери — 120°), складають карту місцевості попереду марсохода. Складені карти дають змогу марсоходу уникати випадкових зіткнень і використовуються програмним забезпеченням апарата для вибору необхідного шляху під час подолання перешкод.

- Navigation cameras (Navcams): для навігації марсохід використовує пару чорно-білих камер, які встановлено на щоглі для стеження за пересуванням. Камери мають 45-градусне поле зору, роблять 3D-зображення. Їх роздільна здатність дає змогу бачити об'єкт розміром 2 см з відстані 25 м.

## Запуск
26 листопада 2011 року в 15:02:00 UTC (18:02:00 за київським часом) з майданчика LC-1SLC-41 Станції ВПС США «Мис Канаверал» стартовими командами компанії United Launch Alliance за підтримки бойових розрахунків 45 Космічного крила ВПС США здійснено пуск ракети-носія Atlas-5/541 № AV-028 з міжпланетною станцією MSL («К'юріосіті»). Через 44 хвилини 12 секунд після старту станція відокремилася від розгінного ступеня Centaur і вийшла на траєкторію польоту до Марса.
Двоступенева ракета-носій містила центральний блок першої ступені діаметром 3,8 м із двигуном РД-180, чотири твердопаливні блоки і розгінний блок «Центавр» із головним обтічником діаметром 5,4 м. Вона здатна виводити до 7982 кг на геостаціонарну орбіту. Atlas V використовувалася також для запуску Mars Reconnaissance Orbiter і «Нью-Горайзонс».
Перший і другий ступені разом із твердопаливними двигунами було зібрано 9 жовтня неподалік від стартового столу. Головний обтічник із встановленим MSL перевезено на стартовий стіл 3 листопада. Запуск відбувся 26 листопада о 15:02 UTC.

## Посадка
Посадковий модуль відокремився від перельотного модуля перед входом в атмосферу. Для гальмування посадкового модуля спочатку використовувався опір атмосфери, потім парашут, і, нарешті, гальмівні двигуни. Сам посадковий модуль не одразу торкнувся поверхні планети — на певній висоті ровер опустився на тросах, які потім від'єдналися, а посадковий модуль відлетів убік, щоб не забруднювати реактивними вихлопами місце посадки ровера. 6 серпня 2012 року космічний апарат «К'юріосіті» здійснив успішну посадку на Марс у кратері Ґейла. Трансляція посадки в прямому ефірі здійснювалася на сайті НАСА.
Посадка апарата на поверхню була унікальною операцією, яку ще ніколи не виконували. Унікальність зумовлена використанням нової технології Sky Crane для посадки апаратів на поверхню.

### Система посадки
Спуск на поверхню Марса великої маси дуже складний. Атмосфера занадто розріджена, щоб парашути й аеродинамічне гальмування виявилися ефективними, однак занадто щільна, щоб забезпечити істотне гальмування ракетними двигунами, оскільки використання тяги реактивного струменя на надзвукових швидкостях пов'язане з нестабільністю[джерело?]. Попередні місії використовували аеробалони для пом'якшення удару під час посадки, але новий марсохід занадто важкий для використання такого варіанту.
«К'юріосіті» можна порівняти за розміром з автомобілем, оскільки він важить 850 кг — жоден земний апарат таких габаритів ще не висаджувався на планету.
Для посадки легших марсоходів «Спірит» і «Оппортьюніті» використовувалася проста схема: парашут і надувна амортизувальна подушка. Однак «К'юріосіті» важить більше, ніж обидва ці апарати разом узяті, тому потрібно було розробити нову посадкову систему, що забезпечувала б безпечну посадку значно важчого апарата.
«К'юріосіті» виконав спуск на поверхню Марса, використовуючи систему високоточного входу в атмосферу, зниження і посадки (EDL), яка забезпечила потрапляння в межах 20-кілометрового еліпса посадки, на відміну від еліпса 150 км на 20 км систем посадки марсоходів Mars Exploration Rovers («Спірит» і «Оппортьюніті»). Для цього застосовано комбінацію кількох систем у такій послідовності: вхід в атмосферу, зниження й посадка.

### Керований вхід в атмосферу
Після відділення капсули з марсоходом від розгінного блоку, вона ввійшла у щільні шари атмосфери Марса зі швидкістю майже 6 км/сек. На цьому етапі спуску марсохід було захищено найбільшим в історії безпілотної космонавтики теплозахисним екраном діаметром 4,5 м. Він виготовлений із фенольного полімеру з вуглецевим волокном і здатний захистити марсохід від надвисоких температур. Екран також містив особливі вольфрамові циліндри, які пересувають центр ваги капсули для максимальної стійкості. Процес балістичного спуску заздалегідь запрограмований і був повністю автономним.

### Спуск із парашутом
На висоті приблизно 7 км спускна капсула розкрила міцний надзвуковий парашут, який сповільнив апарат з орбітальної швидкості до швидкості 100 м/с, після досягнення якої теплозахисний щит було скинуто. Подібні парашути успішно використовувалися ще місіями «Вікінг». Діаметр купола парашута становить 16 м.
Приблизно на висоті 1,6 км від поверхні від космічного апарата з парашутом відокремились марсохід «К'юріосіті» і «небесний кран» (Sky Crane) — спеціальний апарат із ракетними двигунами.

### Спуск із використанням тяги двигунів
Як тільки парашут від'єднався, увімкнулися гальмівні ракетні двигуни й новітня інтелектуальна система керованої посадки. Багато в чому вибір майданчика для приземлення залежав від знімків метрової роздільної здатності, зроблених орбітальним зондом Mars Reconnaissance Orbiter (MRO). Спускну капсулу «К'юріосіті» оснащено камерою, яка почала знімання з висоти 3,7 км, звіряючи свої фотографії зі знімками MRO. Дані звірки знімків було використано для управління платформою й посадки в запланованому місці — поряд із 5-км горою в центрі кратера Ґейла.

### «Небесний кран»
Момент дотику до поверхні викликав у розробників найбільші труднощі. Гостро постало питання вибору конфігурації ракетної платформи. Якщо розташувати «К'юріосіті» на ракетній платформі, то після посадки можуть виникнути серйозні труднощі з виходом на поверхню — марсохід «Спіріт» вже зіткнувся з аналогічними проблемами, коли зламався пандус, яким він мав спуститися на поверхню. З іншого боку, із розміщенням «К'юріосіті» «під черевом» ракетної платформи постає проблема впливу на колеса марсохода: удар під час посадки може зламати їх, а вага платформи збільшить навантаження на шасі.
У результаті тривалих розрахунків інженери НАСА створили унікальну систему Sky Crane. Працює вона наступним чином: на висоті 1,8 км «К'юріосіті» «випадає» з-під черева посадкової платформи й повисає на міцних нейлонових тросах. Платформа за допомогою ракетних двигунів м'яко опускає марсохід на поверхню й після дотику до ґрунту троси слабшають, від'єднуються, а платформа стрімко набирає висоту, летить убік по параболі й падає на безпечній відстані.
Це може здаватись ризикованою операцією, але інженери НАСА були впевнені в успіху, оскільки на випробуваннях система Sky Crane працювала відмінно. Під час тестів Sky Crane забезпечувала безпрецедентно м'яку посадку.

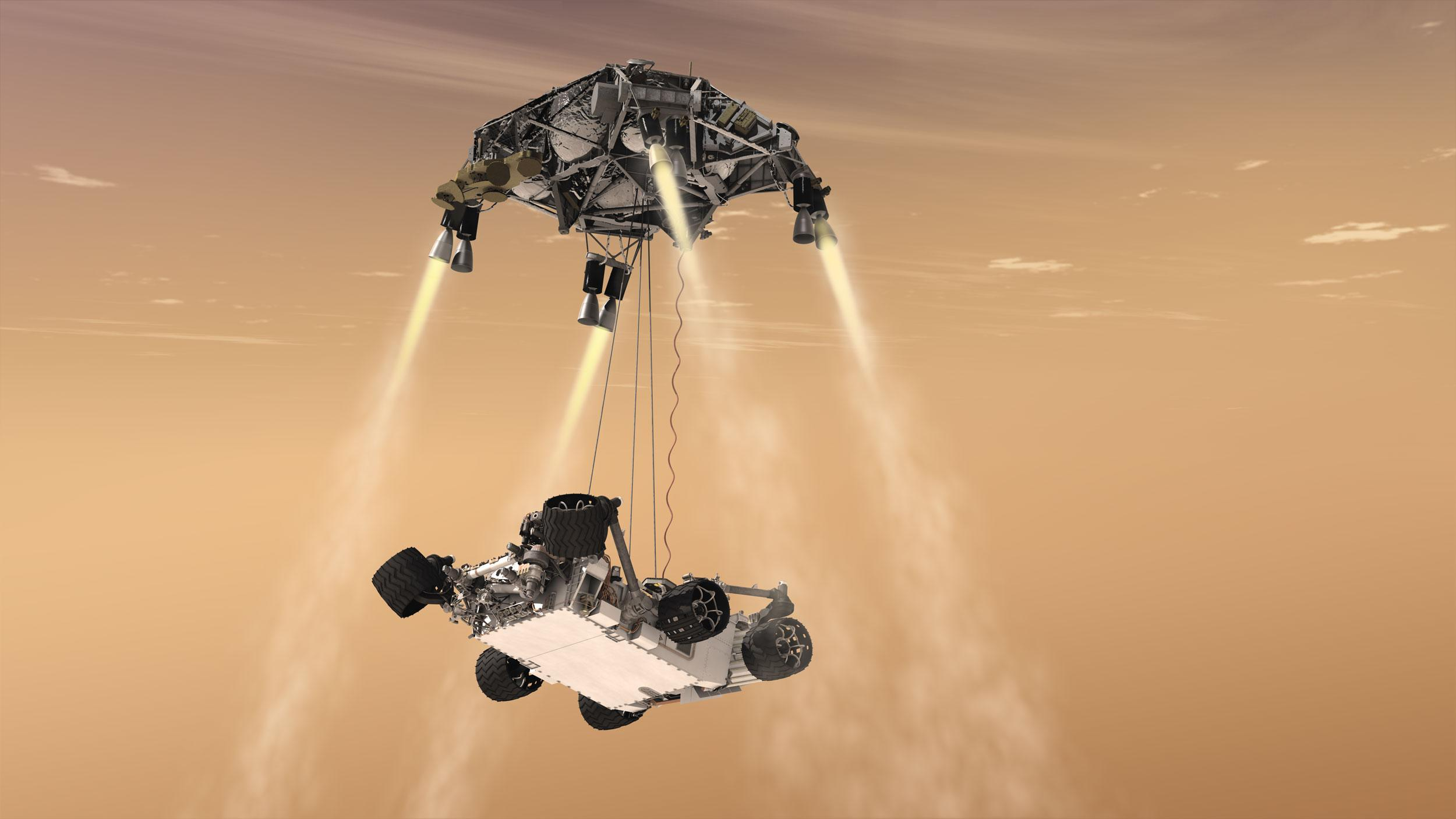
Художнє зображення спуску апарата «К'юріосіті» з космічного корабля за допомогою «небесного крана».

Як і планувалося, після досягнення поверхні планети, марсохід було поставлено відразу на колеса, а троси було автоматично обрізано.

## Перебіг виконання дослідницької програми

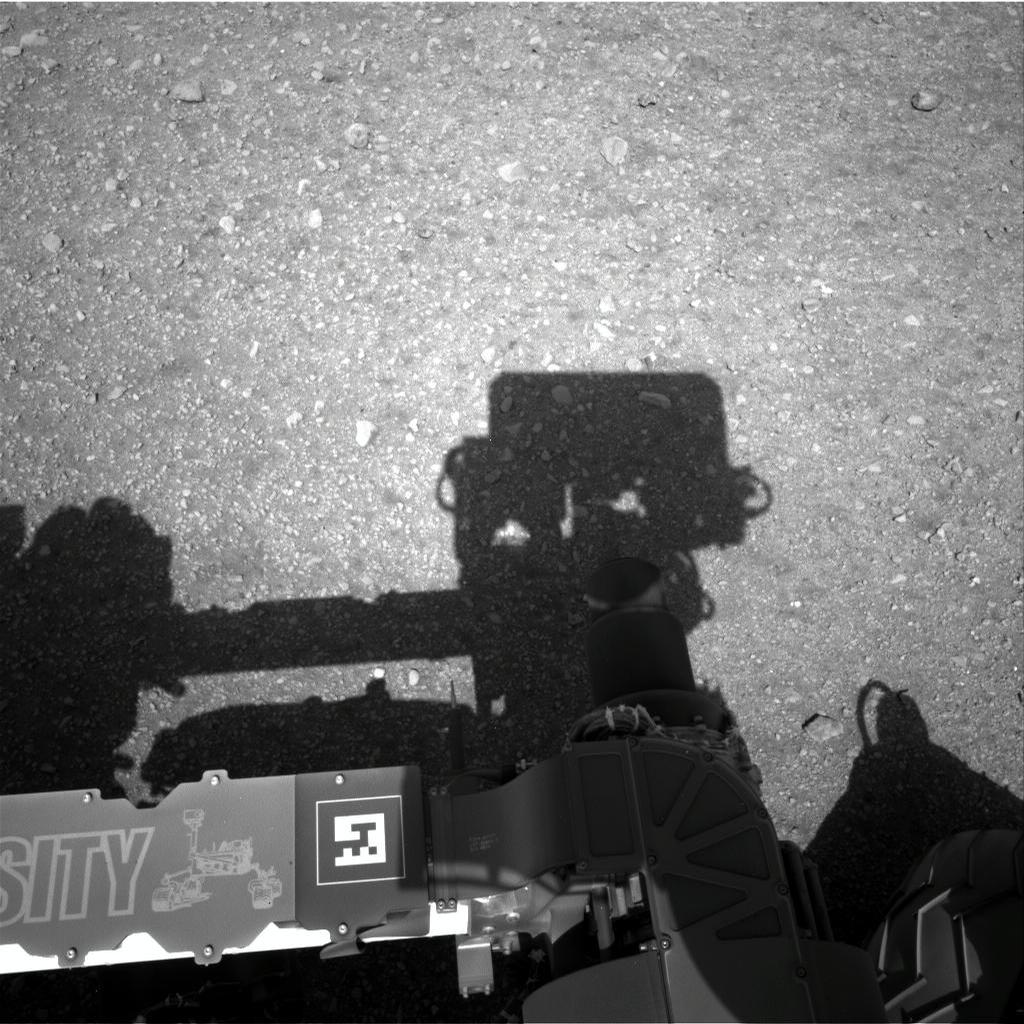
Перший знімок навігаційної камери Navcam

Перша кольорова панорама, зроблена камерою Mars Science Laboratory.

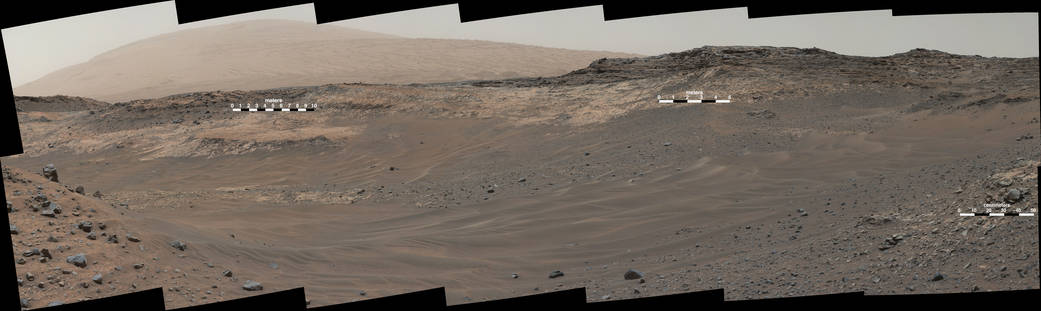
Кольорова панорама, зроблена камерою Mars Science Laboratory. 2015 р.

## Результати
DAN. За перші 100 днів роботи «К'юріосіті» ДАН зробив 120 вимірювань, як при русі марсохода, так і під час його зупинок. Приблизно половина вимірів (58 сеансів) була зроблена в активному режимі, половина — у пасивному. Результати дають змогу говорити про двошарову структуру марсіанського ґрунту. Поблизу поверхні лежить сухий шар, завтовшки 20—40 см, з вмістом води, що не перевищує 1 % по масі, під ним, на глибині до метра, знаходиться ґрунт із відносно високим вмістом води, який значно змінюється вздовж траси руху і в окремих місцях (Rocknest) перевищує 4 %. Можливо, що з глибиною вологість продовжує зростати, але прилад ДАН не в змозі отримувати дані з глибини більше 1 м.
RAD Радіаційний детектор RAD був включений ще на орбіті Землі в листопаді 2011 року, його вимикали на час посадки, а потім знову ввели в дію на поверхні. Перші результати його роботи були опубліковані ще в серпні 2012 року, проте повний аналіз даних зроблений після 8 місяців досліджень. Наприкінці травня 2013 року в журналі Science була опублікована стаття американських вчених, котрі аналізували роботу радіаційного детектора RAD. За результатами досліджень, вчені дійшли висновку, що учасники пілотованого польоту до Марса отримають потенційно смертельну дозу космічної радіації: понад 1 зіверт йонізуючого випромінювання, дві третини з якого мандрівники отримають під час польоту до Марса (близько 1,8 мілізіверта випромінювання за день). На початку грудня 2013 року журналі Science була опублікована стаття американських вчених із Південно-Західного дослідницького інституту, у якій вказується, що за день організм людини або інших живих істот буде накопичувати близько 0,21 мілізіверта йонізуючого випромінювання, що в десятки разів більше, ніж аналогічні значення для Землі. Як відзначають автори статті, це значення всього удвічі менше, ніж рівень радіації у відкритому космосі, виміряний під час польоту «К'юріосіті» від Землі до Марса.
У загальній складності, за рік життя на Марсі організм людини поглине близько 15 рентген іонізуючого випромінювання, що в 300 разів більше граничної річної дози для працівників атомної промисловості. Ця обставина встановлює граничний безпечний термін перебування людей на Марсі без ризику для здоров'я — 500 днів.
Крім того, отримані за допомогою RAD експериментальні дані дають змогу припустити, що безпосередньо на поверхні Марса пошук ознак життя буде малоперспективним, за деякими даними найкраща глибина для пошуків становить близько 1 метра. Проте, детальне дослідження показало, що, хоча складні сполуки подібні до білків на глибині 5 см схильні повного знищення за термін у кілька сотень мільйонів років, простіші сполуки з атомною масою менше 100 а. о. м. можуть зберігатися в таких умовах до понад 1 млрд років і можуть бути виявлені MSL.
Ровером «К'юріосіті» одержані докладні світлини поверхні Марса.

## Цікаві факти
- Невдовзі після запуску Mars Science Laboratory мала випередити в польоті іншу місію на Марс — «Фобос-Ґрунт» (НВО ім. Лавочкіна, Роскосмос), запуск якої відбувся 8 листопада 2011 року, а прибуття до Марса планувалося на 1—2 місяці пізніше, ніж Mars Science Laboratory. Однак «Фобос-Ґрунт» не вийшов на розрахункову міжпланетну орбіту через нештатну ситуацію й згодом згорів у щільних шарах атмосфери Землі.

- 5 серпня 2013 року виповнився рік з того моменту, як марсохід спустився на поверхню Марса і почав свою роботу. За цей рік апарат пройшов відстань 1,6 км, передав на Землю майже 24 гігабайти інформації, відправив 36 700 повнорозмірних фотографій, зробив 75 000 лазерних імпульсів для дослідження навколишнього простору та зібрав і проаналізував зразки порід двох гірських масивів.

### Відео
- Відео запуску MSL [Архівовано 11 листопада 2015 у Wayback Machine.]
- Анімація польоту та посадки MSL [Архівовано 30 листопада 2011 у Wayback Machine.]
- Статус місії і онлайн телебачення з центру управління польотами [Архівовано 28 листопада 2011 у Wayback Machine.]
- Дворічне перебування на Марсі [Архівовано 19 грудня 2014 у Wayback Machine.]
- Mars Curiosity, Possible Mouvement, Anomalies 2013 [Архівовано 4 червня 2014 у Wayback Machine.]